# FliT
FliT (Флит) (укр. Фліт) — украинская панк-рок-группа, образовавшаяся в 2001 году. Играет в жанре панк-фолк-рок. Популярность группе принесла песня «Їжачок» из альбома «Світ такий…» (рус. «Мир такой …»).

## История

### Ранние годы и альбом«Світ такий…»(2001—2004)
История группы берет свое начало в 2001 году в Ивано-Франковске, когда пятеро молодых людей объединились под одним коротким, но метким названием, «Флит». Это были: Новиков Владимир — вокал, Беляков Виталий — бэк-вокал, Маркив Андрей — гитара, Копиевский Михаил — бас-гитара, Черный Юра — ударные.
Но не прошло и двух лет от создания группы, как его коснулись первые творческие разногласия между участниками коллектива, в результате которых группу покидает барабанщик Юра Черный. В 2003 году вакантное место занимает Игорь Озарко, который также начинает заниматься группой в качестве менеджера.
17 декабря 2003 группа выпустила свой дебютный альбом «Світ такий…». В альбом вошли 15 треков.
В начале 2004 года группу покинул бэк-вокалист и соавтор текстов песен — Беляков Виталий. Группа продолжает свою деятельность вчетвером.
В октябре 2004 года компания «UKRmusic» (г. Киев) переиздала альбом «Світ такий…». После огромного успеха песни «Їжачок» группа внесла в свою эмблему два профиля ёжика. Были даже предложения переименовать группу из «Фліт» в «Їжачки».

### Альбом«Zаникай»иVIDEO DVD Live(2005—2008)
В 2005 году группа проводит активную концертную деятельность как и в Украине, так и за рубежом.
2 апреля 2006 в Киеве состоялась презентация альбома, получившего название «Zаникай». В альбом вошло 13 песен.
16 июня 2007 состоялся первый большой сольный концерт группы. Во время его проведения осуществлялась видеосъемка. А уже в сентябре в свет вышел первый DVD группы «Концерт в Ивано-Франковске», в котором кроме самого концерта является сборник клипов коллектива, эксклюзивные фото и интервью с участниками коллектива.

### Альбом«Однозначно!»(2009)
Официальный релиз альбома «Однозначно!» состоялся 23 апреля 2009 года. В трек-лист вошло 12 песен.
В поддержку альбома альбома были отсняты видеоклипы на песни «Лаю себе» и «Як довго я шукав» (режиссер Тарас Химич).
Группа принимала участие в проекте «Фольк-music» на Первом национальном. Этот проект — поиск и возрождение украинских народных песен, их популяризация среди населения, особенно молодежи. «Фліт» в рамках программы выполнил народную песню «Ой, п'є чумак, п'є» в собственной интерпретации, которая по итогам зрительского голосования стала «песней месяца».

### VIDEO DVD«Акустичний концерт» Live(2010)
В начале 2010 года в Игоря Озарко возникла идея выполнить ряд песен Флит (FliT), заранжованих в различных музыкальных направлениях (ремейки на собственные песни), в акустическом варианте. В результате группа сделала акустическую концертную программу, с которой дал много концертов в разных городах Украины. 15 июня 2010 состоялся первый в истории Украины большой акустический концерт панковой команды Флит (FliT) со струнным ансамблем Quarto Corde, то приглашенными друзьями-музыкантами и группой перформанса Vertical Limit в Ивано-Франковске. Инструментальные партии для ансамбля написал Мирослав Литвак. Также, концерт был снят на видео.
Группа победила на конкурсе кавер версий от российского панк-рок группы «Тараканы!» С песней «Я дивлюся на них».

### Изменения в составе (2011—2013)
В ноябре 2010 года, в связи с предстоящим переездом в США, группу покидает барабанщик (и по совместительству — менеджер) Игорь Озарко. Вместо себе в команду Игорь предложил молодого талантливого барабанщика Владимира Корчака.
В марте 2011 года группа выпустила новый клип на сингл «Кохай мене», версию песни к клипу было записано вместе с Андреем «Кузьмой Скрябиным» Кузьменко (это была последняя работа Игоря Озарко в качестве продюсера перед отъездом заграницу).
В июле того же 2011 года, также в связи с переездом в США, группа покидает вокалист Владимир Новиков. Его место занимает Юрий Попов. В том же месяце группа в новом составе выпускает клип на новую песню «Заманюють очі», которую накануне переезда написал Владимир Новиков, монтаж и постпродакшн которого осуществлено участником группы «Фліт» Михаилом Копиевскым.
Однако вскоре Юрий Попов покидает группу.
4 октября 2011 Фліт представляет новую песню и видеоклип к ней — «Ангели посеред нас», которая была выполнена Андреем Маркивым уже в роли лид-вокалиста команды.
В декабре 2011 группа объявила об очередных изменениях своего состава. Завершил музыкальную деятельность бас-гитарист Михаил Копиевский — после создания клипов (в том числе «Заманюють очі») он решил полностью сосредоточиться на видео-продакшене, а не на музыке. Поэтому он еще некоторое время оставался с командой, но уже по другую сторону объектива. Вместо себя в группу он предложил музыканта Анатолия Бледних. А на вакантное место гитариста и бэк-вокалиста Флит приглашает Юлия Гонского, давнего друга команды.
2012 группа записывает несколько новых песен, представляет клип на песню «Вихід є!», Дает сольные концерты в Украине и Польше, выступает на фестивалях.

### Альбом«Вихід є!»(2013—2017)
1 мая 2013 украинская группа Флит выдал новый, четвертый за свою историю, музыкальный альбом, который называется «Вихід є!». Эта работа очень отличается от предыдущих. Первое, уже во время работы над альбомом группу снова сотрясает смена состава. За разных взглядов на творческий процесс группу покидает гитарист и бэк-вокалист Юлий Гонский. На помощь ребятам приходит давний друг, гитарист Станислав Боднарук, известный своей работой в другой Ивано-Франковской группе Пан Пупец. Меняется и подход к работе над материалом альбома. В отличие от предыдущих альбомов, которые создавались практически музыкантами и несколькими их друзьями, над четвертым студийником Флита работает около двух десятков человек. Музыканты группы главным образом писали музыку, для которой профессиональные авторы писали тексты.
10 мая 2013 Флит отправляется в турне в поддержку нового альбома «Вихід є!».
В течение 2014—2017 годов, группа Флит выпустили семь синглов: «Україна», «NonStop», «Коли Мене Знайдуть», «Останній Герой», «Все навпаки», «Дорога», «Ти не сам».

### Возвращение Новикова и Озарко, re-release«Walking in Circles»(2017—2018)
В начале 2017 Владимир Новиков и Игорь Озарко снова собрались с новыми силами, но уже по новому месту жительства в США. С ритма их не сбивает даже большое расстояние между штатами, в которых они проживают. В течение 2017 и 2018, продолжался тщательный подбор музыкантов до полного состава (гитаристов и бас-гитаристов). В тот период ребята назвались «5kMiles» (приблизительное расстояние между США и Украиной).
В начале 2018 Вова и Игорь переиздают сборник собственных (флитивських) песен на английском языке под названием «Walking in Circles», чтобы начать концертную деятельность в США и увидеть реакцию местных рокеров на музыку, привезенную из Украины. Чуть позже вышел сингл «New York Symphony».

### Новая страница в истории FliT. EP«Раптом»и«Just Go»(2019-настоящее время)
В 2019 году FliT начинает новую страницу в своей истории. Владимир Новиков и Игорь Озарко снова выходят на музыкальную сцену под названием FliT (поскольку музыканты проживают в США, отныне название группы будет писаться латиницей).
Андрей Маркив, который был участником группы от начала его основания, объявляет о завершении своего участия в Флит (FliT).
Зато, после длительной 15-летнего перерыва, в команду возвращается один из основателей группы, соавтор текстов альбома «Світ Такий…», бэк-вокалист Виталий Беляков (Беля). Весной FliT случайно наталкиваются на молодого талантливого музыканта Андрея Драгущак, который и дополнил состав в качестве бас-гитариста.
1 июля 2019 группа выпускает украиноязычный EP «Раптом», атмосферно выдержан в стиле первого альбома Флит «Світ Такий…». В EP вошли шесть песен. На обложке изображен панк-казак BILLY — новый маскот коллектива.
В рамках тура в поддержку нового альбома летом 2019 группа провела ряд выступлений на нескольких крупнейших фестивалях Украины (Файне Місто, Бандерштат, Схід-Рок, Snow Summer Fest), сыграл два сольных концерта в Киеве и Харькове, а также выступил на фестивале Ukrainian Days в Чикаго, США.
17 декабря 2019 FliT выпустил новый англоязычный EP — «Just Go». В EP вошли шесть песен.

## Состав
Современный состав
- Владимир Новиков — вокал, гитара (2001—2011, c 2018)
- Игорь Озарко — ударные (2003—2010, c 2018)
- Андрій Драгущак — бас-гитара, бэк-вокал (c 2019)
- Виталий «Беля» Беляков — бэк-вокал (2001—2004, c 2018)

Бывшие участники
- Андрей «Маркер» Марків — гитара (2001—2018), вокал (2011—2018)
- Чарльз «Nova Chuck» Бейкер — бас-гитара, бэк-вокал (2018—2019)
- Владислав Марцинковский — бас-гитара, бэк-вокал (2018)
- Роман Бойко — бас-гитара, бэк-вокал (2017—2018)
- Александр Иванчук — гитара, бэк-вокал (2015—2018)
- Анатолий Бледних — бас-гитара, бэк-вокал (2011—2018)
- Володимир Корчак — ударные (2010—2018)
- Станислав Боднарук — гитара, бэк-вокал (2013—2015)
- Юлий Гонский — гитара, бэк-вокал (2011—2013)
- Михаил Копиевский — бас-гитара, бэк-вокал (2001—2011)
- Юрий Попов — вокал, гитара (2011)
- Юрий Чёрный — ударные (2001—2003)

Бывшие сессионные музыканты
- Стив Ларсен
- Кевин Мкколлум

Временная шкала

## Дискография

### Студийные альбомы
| 2003 «Світ такий…» |
| --- |
| 1. Може ти знайдеш… 2. Вийди, моя люба 3. Навкруги дисгармонія 4. Ягідка 5. Час творити справи праведні 6. Лісні санітари 7. Спаплюжений 8. Диво-гриб 9. Така мала 10. Я вживаю 11. Ореста вбили 12. О. Л. 13. Світ такий 14. Такий самий 15. Їжачок |

| 2006 «Zаникай» |
| --- |
| 1. Там був я 2. Критик 3. Своє все заникай 4. Таблетка 5. Згаяний час 6. Всі в пошуках 7. Знайду 8. Де би ще 9. Що нас хвилює 10. Не ми 11. Колискова 12. Всі шляхи є схвалені 13. Моя планета |

| 2009 «Однозначно!» |
| --- |
| 1. Лаю себе 2. Невже не в цьому кайф? 3. Твої слова 4. Запалені 5. Як довго я шукав 6. Новий день вже йде 7. Рушай 8. Однозначно 9. Знати достатьно 10. Сьогодні для завтра 11. 48 днів 12. Чумак п'є |

| 2013 «Вихід є!» |
| --- |
| 1. Вихід є! 2. Країна не моя 3. Pertebe(Сонечко) 4. Живу не так 5. Ангели посеред нас 6. З головою 7. Вже давно не важливо 8. А ви казали 9. Блукаю 10. Колись 11. Може, інші 12. Я не хочу йти 13. Шукай свою дорогу |

| 2018 «Walking in Circles» (Re-release) |
| --- |
| 1. Within 02:52 2. Stop It 02:56 3. Unattached 04:14 4. Open Your Eyes 03:31 5. You’re Living The Dream 03:11 6. Wait Till Morning 02:45 7. Today For Tomorrow 03:45 8. Choices 03:22 9. Walking In Circles 03:23 |

### Концертные альбомы
- 2007 VIDEO DVD «Концерт в Івано-Франківську» Live
- 2010 VIDEO DVD «Акустичний концерт» Live

### Мини-альбомы
- 2019 «Раптом»
- 2019 «Just Go»

### Cинглы
- 2008 «Лаю себе»
- 2010 «Шукай і знайди»
- 2016 «Все навпаки»
- 2018 «New York Symphony»
- 2019 «Смуги»
- 2020 «Club 27»
- 2020 «ЗаБоБоНи»

## Клипы
- 2004 Їжачок
- 2005 Згаяний час
- 2005 Вийди, моя люба
- 2006 Таблетка
- 2007 Критик
- 2007 Моя планета
- 2007 Колискова
- 2008 Лаю себе
- 2008 Як довго я шукав
- 2009 Однозначно!
- 2009 Знати достатньо (live)
- 2010 Шукай і знайди
- 2010 Open Your Eyes
- 2011 Кохай мене (вместе с Кузьмой Скрябиным)
- 2011 Заманюють очі
- 2011 Ангели посеред нас
- 2012 Вихід є!
- 2017 Walking In Circles
- 2017 Stop It
- 2019 Волоцюга
- 2019 So Bright

## Каверы
1. «Help» — кавер на песню группы Beatles
2. «Music» — кавер на песню Madonna
3. «Я дивлюсь на них» — кавер на песню «Смотрю на них» группы Тараканы!